# 趙松 (弘治進士)
趙松（1464年—？），字天挺，直隸松江府上海縣人，民籍，明朝政治人物。

## 生平
應天府鄉試第九十三名舉人。弘治六年（1493年）中式癸丑科會試第一百五十七名，二甲第十五名進士。

## 家族
曾祖趙伯達；祖父趙昂；父趙博，母張氏。具庆下。